# OrbitBeyond
OrbitBeyond — американська приватна компанія, яка займається виробництвом космічних апаратів для польотів на Місяць.
31 травня 2019 року стала однією із трьох компаній, які обрала НАСА для доставки на Місяць вантажів. OrbitBeyond отримає $97 млн. за відправлення у зону Моря Дощів чотирьох приладів для проведення наукових експериментів у вересні 2020 року. Найвірогідніше ракетою для запуску стане Falcon 9. Однак, невдовзі компанія зізналася, що не вкладається у графік.

## Космічні апарати

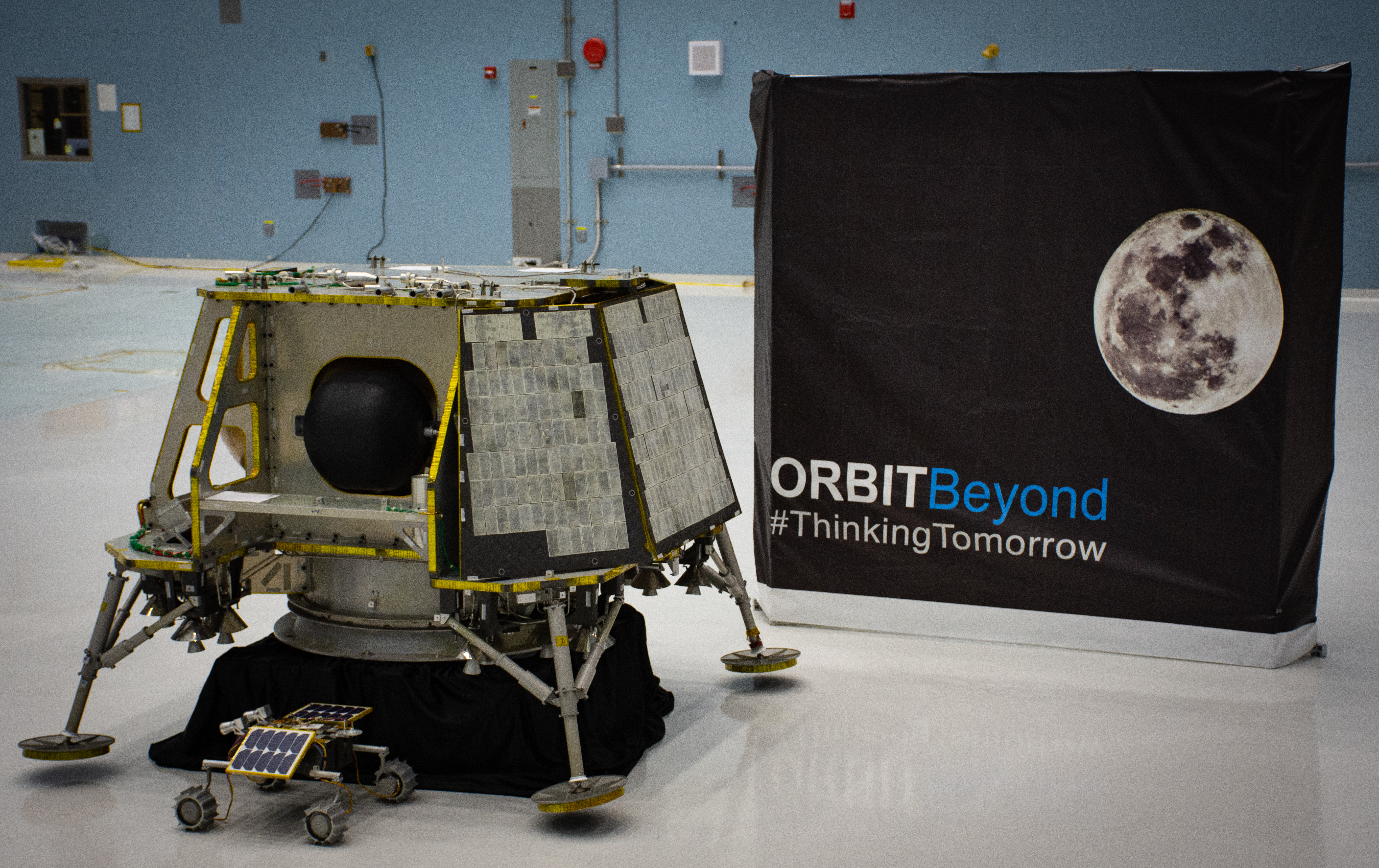
Модель місячного лендера та ровера

Компанія розробляє два лендера (посадкових апарата):
- Z-01: вантажопідйомність — 40 кг, точність приземлення — 1 км, запланована дата запуску — 2020 рік;
- Z-02: вантажопідйомність — 500 кг, запуск — 2022 рік.